# Lee Ho
Lee Ho (Seul, 22 de outubro de 1984) é um treinador e ex-futebolista sul-coreano.

## Carreira
Após a Copa do Mundo de 2006, o técnico da seleção coreana, Dick Advocaat, mudou-se para o clube russo Zenit São Petersburgo. Levando consigo Lee Ho e o também coreano Kim Dong-Jin. Participou da conquista do primeiro campeonato russo, no final de 2007, da Copa da UEFA, no semestre seguinte.
Em 2009, voltou à Coreia, agora como jogador do Seongnam Ilhwa Chunma.

## Clubes
Última Atualização: 13 de Julho 2007
| Temporada | Time                   | País          | Divisão | Partidas | Gols |
| --------- | ---------------------- | ------------- | ------- | -------- | ---- |
| 2003      | Ulsan Hyundai Horang-i | Coreia do Sul | 1       | 9        | 1    |
| 2004      | Ulsan Hyundai Horang-i | Coreia do Sul | 1       | 18       | 1    |
| 2005      | Ulsan Hyundai Horang-i | Coreia do Sul | 1       | 22       | 1    |
| 2006      | Ulsan Hyundai Horang-i | Coreia do Sul | 1       | 7        | 1    |
| 2006      | FC Zenit               | Rússia        | 1       | 18       | 1    |
| 2007      | FC Zenit               | Rússia        | 1       | 0        | 0    |
| 2008      | FC Zenit               | Rússia        | 1       | 0        | 0    |